# N-401
La N-401 es una carretera nacional española de interés estatal que enlaza Toledo con Ciudad Real. Son 108 km de longitud de Toledo a Ciudad Real y tiene un túnel en su trayectoria de 900 m, el túnel de Los Yébenes. También atraviesa el sistema montañoso de la Sierra de la Calderina, en los Montes de Toledo. El tramo que discurre por la provincia de Ciudad Real, localidades de Fuente el Fresno, Malagón, Fernán Caballero, Peralvillo (Ciudad Real) y Ciudad Real, es sin duda uno de los puntos negros por excelencia, donde en los últimos años se han producido decenas de accidentes, muchos de ellos con víctimas mortales.
También enlaza Madrid con Ciudad Real, pasando por Toledo, recorriendo adicionalmente los 74 km de recorrido desdoblado de la actual A-42, la Autovía de Toledo. Esta última mantuvo la denominación de N-401 durante muchos años después de ser convertida en autovía. Aún quedan tramos de la antigua carretera de Toledo (convertida en autovía, pero no siguiendo el trazado exacto) señalizados como N-401, N-401a o N-401b.
Se está estudiando [cita requerida] la creación de una autovía paralela de alta capacidad que comunique Toledo y Ciudad Real, utilizando parte del trazado de la autovía autonómica CM-42 desde Mora o Consuegra hasta Burguillos de Toledo

## Enlaces
| Situación        | Carretera que enlaza                                       | Destinos |
| ---------------- | ---------------------------------------------------------- | --- |
| Toledo           | A-42 CM-40 CM-42                                           | Circunvalación de Toledo, Madrid, Aranjuez Circunvalación de Toledo, Ávila, Talavera de la Reina Mora, Madridejos, Alcázar de San Juan, Tomelloso                                                                                       |
| -                | TO-3218                                                    | Chueca |
| Ajofrín          | TO-3221                                                    | Mazarambroz |
| Sonseca          | CM-410 CM-4022 TO-3225                                     | Menasalbas Villaminaya, Mascaraque Marjaliza |
| Orgaz            | CM-410 TO-3127 TO-3232                                     | Mora, Tembleque Villaminaya Arisgotas |
| Los Yébenes      | CM-4017 CM-4025                                            | Mora, Marjaliza, Cabañeros Consuegra |
| -                | TO-3249                                                    | Los Cortijos |
| Estación de Urda | CM-4116 TO-3360                                            | Urda, Consuegra Acceso a la Estación de Urda, Los Cortijos |
| -                | TO-3365                                                    | Estación del Emperador |
| -                | CM-4167                                                    | Urda |
| Fuente el Fresno | CM-4120 CR-713 CR-2124                                     | Villarrubia de los Ojos, Puerto Lápice Los Cortijos Daimiel, Tablas de Daimiel |
| Malagón          | CM-4114 CR-2121 CR-7021                                    | Porzuna, Daimiel, Tablas de Daimiel Torralba de Calatrava, Carrión de Calatrava Los Cortijos |
| Fernán Caballero | CR-211 CR-711                                              | Carrión de Calatrava Embalse de Gasset, Porzuna |
| Ciudad Real      | A-41 A-43 CM-45 N-420 N-430 CM-412 CM-4111 CM-4127 CR-2112 | Puertollano, Aeropuerto de Ciudad Real Daimiel, Tomelloso, Valencia Almagro, Valdepeñas, Albacete Madrid, Puertollano, Córdoba, Cuenca Daimiel, Albacete, Piedrabuena, Badajoz Porzuna Aldea del Rey, Almuradiel Miguelturra La Atalaya |

## Localidades colindantes
- Burguillos de Toledo
- Ajofrín
- Sonseca
- Orgaz
- Los Yébenes
- Fuente el Fresno
- Malagón
- Fernán Caballero
- Peralbillo
- Ciudad Real